# Nemoria pacificaria
Nemoria pacificaria är en fjärilsart som beskrevs av Heinrich Benno Möschler 1881. Nemoria pacificaria ingår i släktet Nemoria och familjen mätare. Inga underarter finns listade i Catalogue of Life.